# Пащенко Ілля Васильович
Ілля́ Васи́льович Па́щенко (17 серпня 1909, село Судіївка Полтавського повіту Полтавської губернії, тепер Полтавського району Полтавської області — 20 грудня 1985, місто Полтава) — український радянський діяч, новатор сільськогосподарського виробництва, голова колгоспу імені Леніна Полтавського району Полтавської області. Депутат Верховної Ради УРСР 4-го скликання. Герой Соціалістичної Праці (28.08.1953).

## Біографія
Народився в селянській родині. Закінчив сільську школу та шестимісячні педагогічні курси.
Трудову діяльність розпочав культмасовиком колгоспу імені Шевченка Полтавського району. З 1932 по 1934 рік працював учителем початкової школи у селі Розсошенці Полтавського району, з 1934 по 1937 рік учителював у Судіївській початковій школі Полтавського району Полтавської області.
У 1937—1941 роках — голова колгоспу імені Шевченка села Судіївки Полтавського району Полтавської області.
Під час німецько-радянської війни з 1941 по 1942 рік працював у колгоспі «Дніпрельстан» Лозно-Олександрівського (тепер — Білокуракинського) району Ворошиловградської області.
Член КПРС.
У 1943—1954 роках — голова колгоспу імені Шевченка (з 1948 року — укрупненого колгоспу імені Леніна) села Судіївки Полтавського району Полтавської області.
Звання Героя Соціалістичної Праці присвоєно Указом Президії Верховної Ради СРСР від 28 серпня 1953 року за досягнення високих показників у тваринництві за 1951, за перевиконання річного плану приросту поголів'я по кожному виду продуктивної худоби і птиці не менше 50 % і одержання 19,3 тонни свинини у живій вазі на 1812 га закріплених за колгоспом орної землі.
У 1954—1958 роках — слухач Полтавської обласної школи голів колгоспів (радянсько-партійної школи) при Полтавському обласному комітеті КПУ.
У 1958—1964 роках — агроном колгоспу імені Леніна села Судіївки Полтавського району Полтавської області. У 1964—1969 роках — агроном колгоспу імені Ілліча Полтавського району Полтавської області.
Обирався народним засідателем Верховного Суду Української РСР.
З 1969 року — на пенсії, проживав у місті Полтаві. Похований на алеї героїв Полтавського центрального цвинтаря.

## Нагороди
- Герой Соціалістичної Праці (28.08.1953)
- два ордени Леніна (28.08.1953, 1966)
- медаль «За доблесну працю у Великій Вітчизняній війні 1941—1945 років»
- медалі